# تپه واقع در زمینهای حاج یعقوب
تپه واقع در زمینهای حاج یعقوب در شهرستان شوشتر، روستای کنارپیر واقع شده و این اثر در تاریخ ۵ آذر ۱۳۸۰ با شمارهٔ ثبت ۴۳۴۴ به‌عنوان یکی از آثار ملی ایران به ثبت رسیده است.